# Sanja Iveković

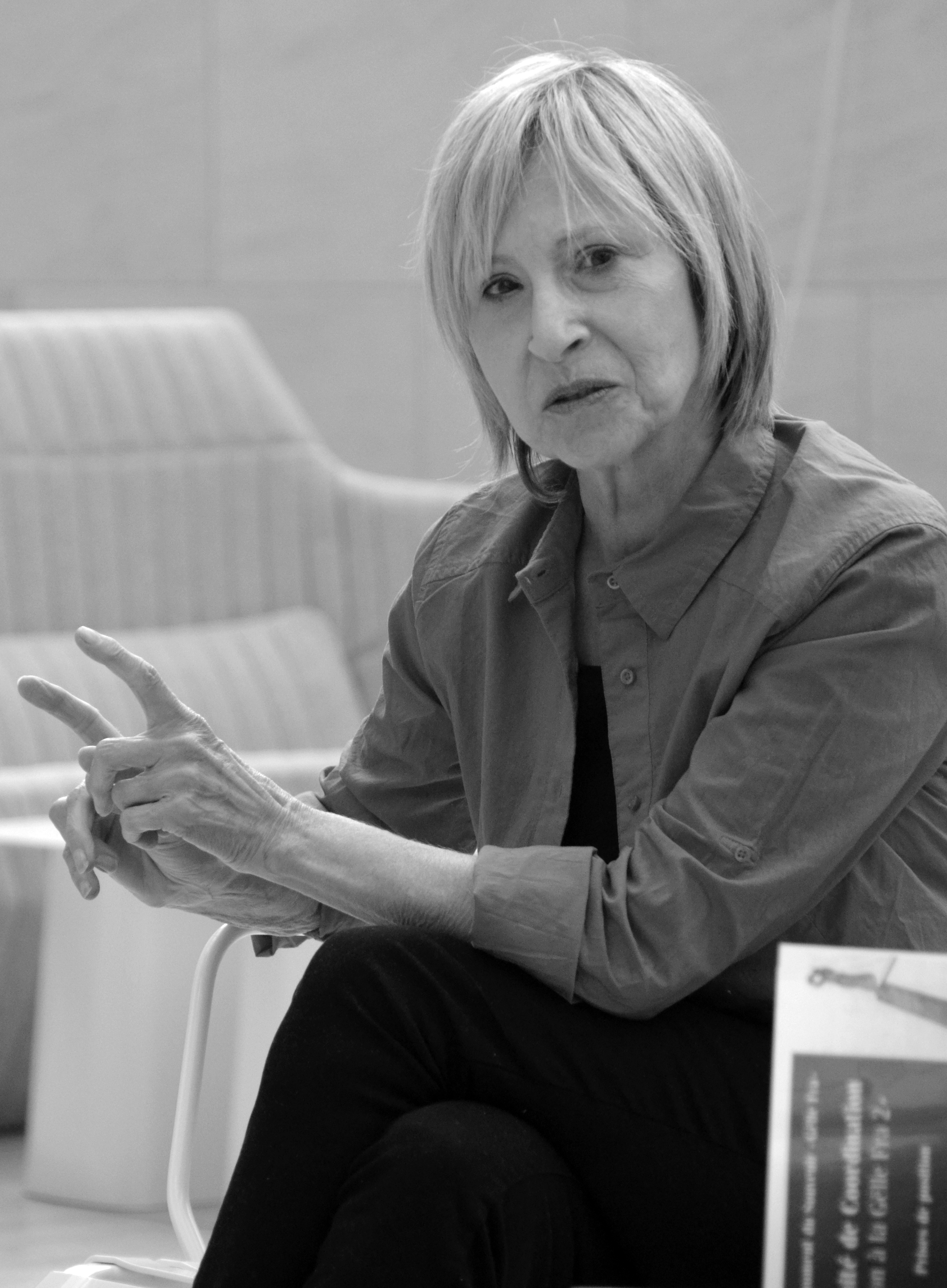
Sanja Iveković (2012)

Sanja Iveković (* 6. Januar 1949 in Zagreb, Jugoslawien) ist eine kroatische Künstlerin, die besonders mit Fotografien und Kollagen bekannt wurde. Iveković gilt als eine der ersten feministischen Künstlerinnen in Kroatien.

## Leben
Sanja Iveković studierte von 1968 bis 1971 an der Akademie der bildenden Künste in Zagreb. In ihren Arbeiten untersuchte sie geschlechtsspezifische Muster in den Massenmedien, später wandte sie sich auch explizit politischen Themen zu. Sie bedient sich dabei der Mittel von Fotomontage, Videokunst, Performances und Installationen. In den 1980er Jahren war sie Mitbegründerin verschiedener feministischer Projekte in Kroatien, darunter des Elektra – Women's Art Centre oder des Centre for Women's Studies, an dem sie selbst seit 1994 unterrichtet. 2009 wurde sie mit dem Camera-Austria-Preis der Stadt Graz ausgezeichnet. Ihre Werke befinden sich unter anderem in den Sammlungen der Generali Foundation in Wien und des Neuen Berliner Kunstvereins. Iveković lebt in Zagreb.

## Ausstellungen (Auswahl)

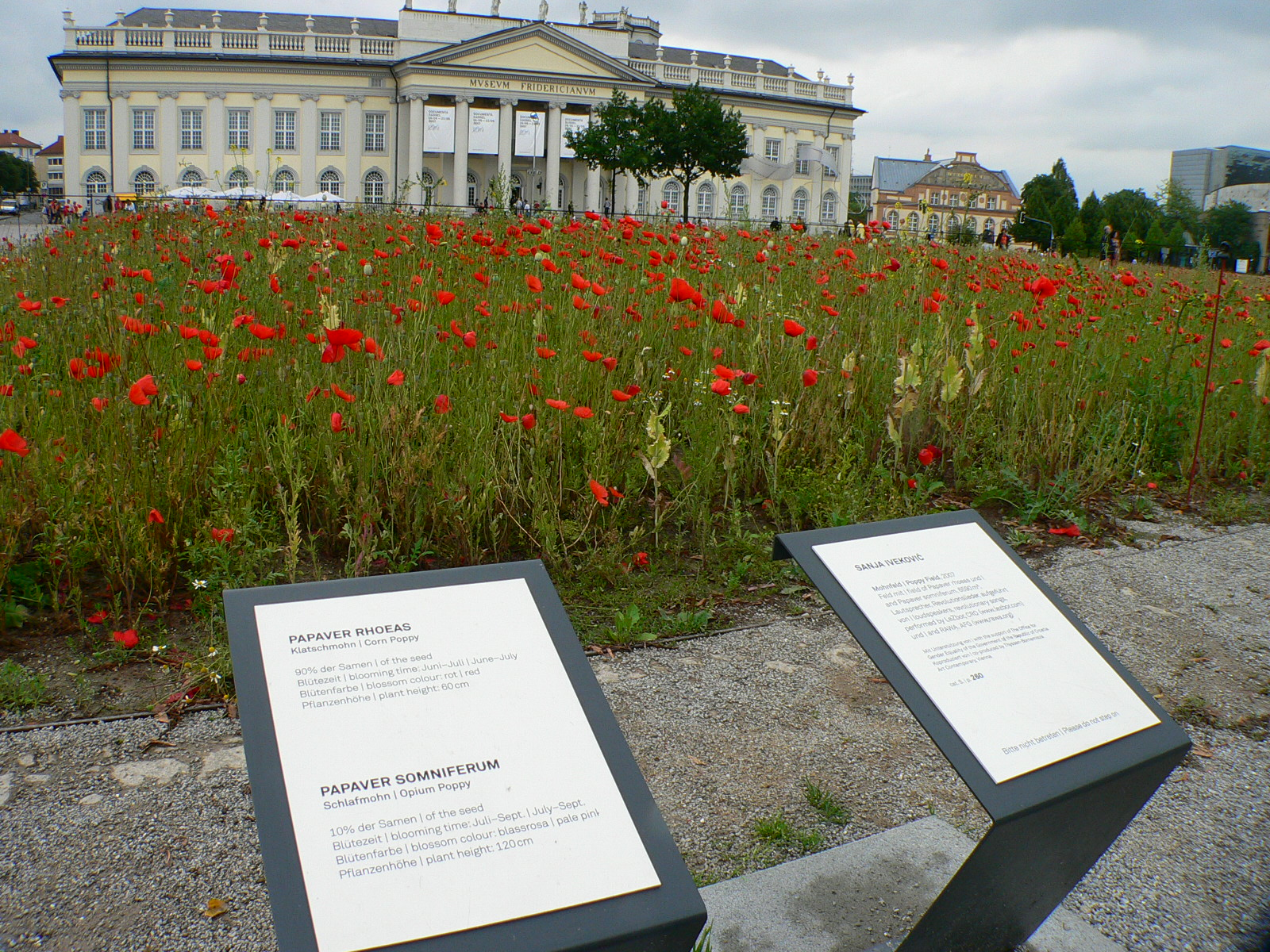
Installation "Mohnfeld" bei der documenta 12

- 2018–2019: Feminist Avant-garde / Art of the 1970s SAMMLUNG VERBUND Collection, Vienna, The Brno House of Arts, Brünn, Tschechien.[2]
- 2017–2018: Feministische Avantgarde der 1970er-Jahre aus der Sammlung Verbund, Wien.[3] ZKM, Karlsruhe, DE.[4]
- 2017: documenta 14, Kassel
- 2012: dOCUMENTA (13), Kassel. (Ausstellungsbeteiligung)
- 2011 Sanja Ivekovic. Sweet Violence, Museum of Modern Art, New York (Einzelausstellung)[5]
- 2006–2007: Sanja Ivekovic : Works 1974–2007, Kölnischer Kunstverein, Fundación Antoni Tàpies, Barcelona und Konsthall, Göteborg (Einzelausstellung)[6]
- 2007: Das Mohnfeld documenta 12, Kassel
- 2002: Persönliche Schnitte documenta11, Kassel
- 1987: Chanoyo (mit Dalibor Martinis) documenta 8, Kassel